# Wohlmirstedt
Wohlmirstedt is een ortsteil van de Duitse gemeente Kaiserpfalz in de deelstaat Saksen-Anhalt. Wohlmirstedt was tot 1 juli 2009 een zelfstandige gemeente in de Burgenlandkreis.